# Heortologie
Heortologie (von griech. ἑορτή, Fest/Festtag) ist die Lehre von den Festen oder die »Festkunde«. Sie erklärt das Zustandekommen von Festen und erläutert deren Inhalt, Gegenstand und Brauchtum. Steht die Heortologie im Dienst einer verfassten Religionsgemeinschaft, erstellt sie meist ein Heortologium, einen religiösen Festkalender, der z. B. im christlichen Zusammenhang das Kirchenjahr und die Heiligentage im Zusammenhang darstellt und in manchen Fällen auch erklärt.

## Thematik
Die Heortologie speist sich aus vier wissenschaftlichen Fachbereichen, Soziologie, Philosophie, Religionswissenschaft und Theologie.
Die Soziologie (mit Émile Durkheim als Vorreiter) fragt nach der Bedeutung von Religion und insbesondere von Festen für die Gesellschaft. Im Revolutionskalender Frankreichs wurden säkulare Feste an die Stelle der religiösen gesetzt und sollten in besonderen, gehobenen Zeiten der Selbstbestimmung der Gesellschaft dienen.
Die Philosophie fragt nach dem Zusammenhang von Festen mit persönlichen menschlichen Lebensfragen. Inwieweit drückt die Begehung von gemeinsamen besonderen Zeiten menschliche Ängste und Hoffnungen aus? Inwieweit werden in Kulten, Ritualen und Bräuchen allgemein empfundene Wahrheiten zum Ausdruck gebracht und bestätigt? Als ein Vorreiter gilt der Kulturwissenschaftler Johan Huizinga mit seinem Buch Homo ludens. Wichtig für Soziologie wie Philosophie wurde die Zusammenfassung biographischer Feste als »rites de passage«.
Die Religionswissenschaft entdeckt in den Festen die am deutlichsten sichtbaren Lebensäußerungen der meisten Religionen. In welchen Erscheinungsformen begegnet jeweils das Heilige den Gläubigen? Als besonders einflussreich hat sich Mircea Eliade erwiesen, der der Religion eine stärkere Einwirkung auf die Gesellschaft zumaß.
Die christliche Theologie fragt nach der Bedeutung des Kirchenjahrs für eine Gesellschaft, auch hinsichtlich des schwindenden Einflusses der Kirchen. Sie untersucht das bleibende Gewicht traditioneller Feste wie Weihnachten und analysiert das Aufkommen neuer Feste, die entweder einen gewissen religiösen Bezug haben wie Halloween oder scheinbar völlig säkular sind wie Fußballspiele und -meisterschaften.